# Сан-Альбано (регбийный клуб)
«Клуб Сан-Альбано» (исп. Club San Albano) — аргентинский спортивный клуб из пригорода Буэнос-Айреса Бурсако. Регбийная команда клуба выступает в высшей лиге столичного чемпионата. Вместе с тем в клубе действуют секции по крикету, хоккею на траве и теннису.

## История
Клуб был создан 22 мая 1927 года выпускниками грамматической школы Кильмеса и колледжа св. Альбана. Изначально спортсмены занимались только крикетом, а команда носила название Old Philomathian Club. Название — «старые филоматы» — обозначало стремящихся к знаниям учеников, название связано с надписью на школьных значках. В тридцатых в клубе появились команды по футболу и теннису.
В 1949 году регбийная команда клуба была зарегистрирована в Аргентинском регбийном союзе. С 1950 года регбисты начали соревноваться с соперниками, а через десять лет коллектив вышел в первый дивизион. Ровно через год клуб покинул высшую лигу. В первые годы существования команда добивалась успеха в регби-7. Регбисты стали победителями аргентинского турнира по этой разновидности игры в 1958 году. С 1967 года выступали мужские и женские команды по хоккею на траве.
В середине семидесятых клуб был вынужден сменить название. В качестве нового имени было выбрано Asociación de Ex-Alumnos del Colegio San Albano («Ассоциация бывших выпускников колледжа Сан-Альбано»). В 2002 году клуб вновь вышел в первый дивизион.